# Tamarix kermanensis
Tamarix kermanensis är en tamariskväxtart som beskrevs av Bernard René Baum. Tamarix kermanensis ingår i släktet tamarisker, och familjen tamariskväxter. Inga underarter finns listade.